# Ben Iroha
Benedict ("Ben") Iroha (Aba, 29 november 1969) is een voormalig Nigeriaans profvoetballer die onder meer speelde voor Vitesse. Hij speelde ook vijftig wedstrijden namens Nigeria en zat bij de selectie voor het wereldkampioenschap voetbal 1994 en 1998.

## Carrière
| seizoen | club                 | competitie                     | wed. | goals |
| ------- | -------------------- | ------------------------------ | ---- | ----- |
| 1989    | Bendel Insurance FC  | Premier League                 |      |       |
| 1990    | Iwuanyanwu Nationale | Premier League                 |      |       |
| 1991    | ASEC Mimosas         | Première Division              |      |       |
| 1992    | ASEC Mimosas         | Première Division              |      |       |
| 1992/93 | Vitesse              | Eredivisie                     | 0    | 0     |
| 1993/94 | Vitesse              | Eredivisie                     | 9    | 1     |
| 1994/95 | Vitesse              | Eredivisie                     | 3    | 0     |
| 1995/96 | Vitesse              | Eredivisie                     | 9    | 0     |
| 1996    | San Jose Earthquakes | Major League Soccer            | 29   | 2     |
| 1997    | San Jose Earthquakes | Major League Soccer            | 4    | 0     |
|         | DC United            | Major League Soccer            | 17   | 4     |
| 1997/98 | Elche CF             | Segunda División A             | 1    | 0     |
| 1998/99 | Watford FC           | Football League First Division | 10   | 0     |
| 1999/00 | Watford FC           | Premier League                 | 0    | 0     |